# Manchestercode
De Manchestercode (Engels: Manchester code) is een coderingsmethode in de telecommunicatie voor het versturen van digitale signalen, gespecificeerd in de ethernet-basisband-netwerkstandaard IEEE 802.3.

## Beschrijving

Manchestercodering

Bij Manchestercodering wordt elke bit verdeeld in twee gelijke intervallen. Een binaire 1 wordt gezonden door de spanning in de eerste helft hoog te maken en in de tweede laag. Bij een binaire 0 is het net omgekeerd, eerst laag en dan hoog. Deze methode zorgt ervoor dat elke bitperiode in het midden een overgang heeft, waardoor de synchronisatie tussen de ontvanger en de zender gemakkelijker wordt (zelfklokkend, Eng.: self-clocking).

### Manchestercodering alsbinary phase-shift keying
Manchestercodering is een speciale vorm van binary phase-shift keying (BPSK): de verzonden data bepalen de fase van een blokgolfcarrier die exact de datasnelheid in frequentie verdubbelt (daarom hebben de meeste ethernetkaarten van 10Mbps een kloksnelheid van 20MHz). Het is dan zeer eenvoudig om een dergelijk signaal te genereren. Er kan een filter gebruikt worden om de bandbreedte te verminderen tot 1Hz per bit/seconde, en dit zonder verlies van enige informatie bij het verzenden. Maar om praktische redenen hebben de meeste BPSK-modulators een carrier frequency die veel hoger is dan de datasnelheid.
Alle ethernetsystemen gebruiken Manchestercodering omdat deze zo eenvoudig is. Het hoge signaal is +0,85 volt en het lage signaal is -0,85 volt, wat een gelijkspanningswaarde van 0 volt oplevert.

## Nadelen
Een nadeel van de Manchestercodering is dat er een tweemaal zo grote bandbreedte voor nodig is als voor normale binaire codering, omdat de pulsen maar half zo breed zijn. Om bijvoorbeeld gegevens te verzenden met een snelheid van 10Mbps moet het signaal 20 miljoen keer per seconde veranderen.

## Differentiële Manchestercode
Differentiële Manchestercodering is een variatie op de gewone Manchestercodering. Hierin wordt een 1 aangegeven doordat er aan het begin van het interval geen overgang voorkomt, en een 0 doordat er aan het begin van het interval wel een overgang voorkomt. In beide gevallen is er ook in het midden een overgang. Het differentiële schema vereist complexere apparatuur, maar levert een betere bescherming tegen ruis.
Ethernet werkt niet met differentiële Manchestercodering, maar andere LAN's (bijvoorbeeld 802.5 Token Ring) wel.